# 蕾 (單曲)
《蕾》是日本樂團可苦可樂的第14張單曲。2007年3月21日發行。是2007年度日本銷量第3位的單曲。

## 簡介
《蕾》是富士電視台的電視劇《東京鐵塔：老媽和我，有時還有老爸》的主題曲。是自《只在這裡盛開的花》以來，連續4張單曲作為電視劇主題曲。感人的電視劇配搭這首悲傷無奈而又蘊含著力量的主題曲，使電視劇和單曲都大熱。
在電視劇播放完畢之後才發行單曲。發售後第二個星期登上Oricon公信榜單曲週榜冠軍，是可苦可樂出道9年發行14張單曲以來，首次取得Oricon單曲週榜冠軍。總銷量達50萬張，是2007年日本單曲銷量第3位。
單曲在網絡下載方面更是創造了歷史，手機片段下載量在2008年2月20日突破了300萬，是當時日本邦樂史上最高的下載量；手機全曲下載也超過了100萬。
2007年底，可苦可樂憑此曲獲得第49回日本唱片大賞，成為史上第一個奪得這個大賞的男子民謠組合，也是可苦可樂出道以來的成績最大的肯定。小淵健太郎在領獎時表示「今天是帶著和母親一起的心情來演唱和領獎」。
被獲選為第80屆選拔高等學校棒球大會的開幕式入場進行曲以及第58回NHK紅白歌合戰演唱歌曲。

## 收錄曲目
1. 蕾 
  - 作詞、作曲：小淵健太郎
  - 富士系電視劇《東京鐵塔：老媽和我，有時還有老爸》的主題曲
2. 彼方 
  - 作詞、作曲：小淵健太郎
3. 風見雞 （風見鶏）
  - 作詞、作曲：小淵健太郎
4. 蕾 (Instrumental)
5. 彼方 (Instrumental)
6. 風見雞 (Instrumental)

## 外部連結
- 蕾 （页面存档备份，存于）